# Rechentechnik/datenverarbeitung
rechentechnik/datenverarbeitung (kurz rd) war ein deutsches EDV-Magazin, das ursprünglich in der DDR und nach der Wende auch kurzzeitig in der Bundesrepublik Deutschland erschien.
Das Magazin wurde 1964 unter dem Namen Rechentechnik, Rationalisierung, Datenverarbeitung in den Finanzorganen gegründet und ab 1966 unter dem Namen rechentechnik/datenverarbeitung verbreitet. rd erschien im Verlag Die Wirtschaft, Berlin. Die zweiwöchentlich erscheinenden Ausgaben kosteten anfangs 1,80 MDN, nach Umstellung auf monatliche Erscheinungsweise später 4,50 MDN bzw. Mark je Heft; der Sonderpreis für die DDR betrug 3,60 M[DN]. Später fiel dieser Preis auf 3,40 M. Seit den frühen 1970er Jahren erschienen vierteljährlich zudem die sogenannten rd-Beihefte. Aus diesen entwickelte sich ab 1982 eine eigenständige Publikation namens edv aspekte. Der Preis für diese Hefte betrug 5,00 M.
In den 1970er und 1980er Jahren stieg die Zahl der Abnehmer von rechentechnik/datenverarbeitung stark an. Nach Angaben des ehemaligen Chefredakteurs, erreichte das Magazin den Gipfel seiner Popularität im Januar 1990 mit 20.000 Abonnenten.
Im Februar 1991 wurde das Magazin vom IDG-Verlag übernommen. Auf Grund der stark geschrumpften Auflage stellte der Verlag das Blatt jedoch zum Jahreswechsel 1991/92 ein. Die Abonnenten wurden in die PC-Welt übernommen.